# Прогрессистско-республиканская партия (Испания)
Прогрессистско-республиканская партия (исп. Partido Republicano Progresista) — испанская политическая партия эпохи Реставрации Бурбонов. История партии тесно связана с фигурой влиятельного республиканского политика Мануэля Руиса Соррильи, хотя он почти всегда возглавлял партию из заграницы.

## История
После падения Республики в 1874 году Руис Соррилья вместе с Николасом Сальмероном в 1876 году находясь в изгнании с целью собрать все республиканские силы основали Республиканскую реформистскую партию (исп. Partido Reformista Republicano), в которую помимо радикалов Руиса Соррильи и центристов Сальмерона также вошли прогрессивные демократы Кристино Мартоса и другие. Однако различия в политической тактике, а именно, заговорщический революционизм Руиса Соррильи, его отказ от участия в выборах и абсолютная непримиримость к участию в учреждениях монархии, вызвали обострение внутренних разногласий и привели Руиса Соррилью к созданию в 1880 году собственной партии, Прогрессистско-республиканской.
Всю оставшуюся жизнь Руиса Соррильи партия обращалась к тактике повстанчества, поддерживая различные попытки свергнуть режим Реставрации, в частности, он продвигал и финансировал из Парижа Военно-республиканскую ассоциации (исп. Asociación Republicana Militar), а позже Военно-революционную ассоциацию (исп. Asociación Revolucionaria Militar). Но все его попытки свергнуть монархию потерпели неудачу. Партию стали покидать несогласные с этой тактикой политики, такие как Мартос, Монтеро Риос и Хосе Каналехас, уже в 1881 году присоединившись к умеренным монархистам из Либеральной партии Сагасты или к умеренным республиканцам из Поссибилистской демократической партии Кастелара. Потеря сторонников и провал очередной попытки свергнуть монархию заставило Руиса Соррилью смягчить свою позицию и принять участие вместе с Сальмероном в выборах 1886 года, на которых прогрессивные республиканцы завоевали 12 мест в Конгрессе депутатов, став ведущей республиканской партией Испании. Впрочем, этот успех не спас их от ухода Сальмерона, который в 1887 году основал Централистскую республиканскую партию.
Несмотря на все разногласия и расколы в 1880-х и 1890-х годах прогрессивные республиканцы оставались одной из двух основных республиканских групп наряду с Федеральной демократической республиканской партией Пи и Маргаля. Так, по итогам выборов 1891 и 1893 годов прогрессивные республиканцы сохранили за собой статус ведущей республиканской силы страны. Этому способствовало то что партия активно занималась пропагандой через газеты, такие как El Porvenir, El Progreso и El País, которые были одними из наиболее широко распространённых в то время.
Прогрессивные республиканцы были радикальной оппозицией монархии, критиковали сложившийся парламентский режим и цензуру, политическую коррупцию и фальсификации выборов со стороны правительств Реставрации. При этом идеологически они выступали за децентрализованую унитарную республику, соглашаясь с некоторой формой региональной автономии, и президентскую систему с умеренной приверженностью социальному реформизму по сравнению с федеральными республиканцами.
Трудно оценить популярность прогрессивного республиканизма в Испании. В интервью газете лондонской газете Standard в 1885 году Руис Соррилья заявил, что у партии «1300 комитетов, разбросанных по всей Испании». Некоторые исследования показывают, что прогрессивные республиканцы пользовались значительной популярностью в Мадрид, Хаэне, Сьюдад-Реаль, Кастельоне, Кордове и Гранаде
После смерти Руиса Соррильи в 1895 году партия погрузилась в серьёзный кризис, постепенно теряя членов. Так, Эусеби Ховер и Марке, лидер прогрессивных республиканцев Каталонии, присоединился к Алехандро Леррусу, когда тот основал Радикальную республиканскую партию. Валенсийские республиканцы-бласкисты создали Партию автономистского республиканского союза, а Херонимо Поу основал Партию республиканского союза Мальорки. Часть прогрессивных республиканцев присоединились к Федеральной демократической республиканской партии, а другие приняли участие в создании Республиканского союза в 1903 году. Всё же, несмотря на все расколы Прогрессистско-республиканская партия под руководством Хосе Марии Эскердо просуществовала до 1912 года. После смерти Эскердо значительная часть её членов присоединилась к Реформистской партии Мелькиадеса Альвареса.